# Wilhelm Litten

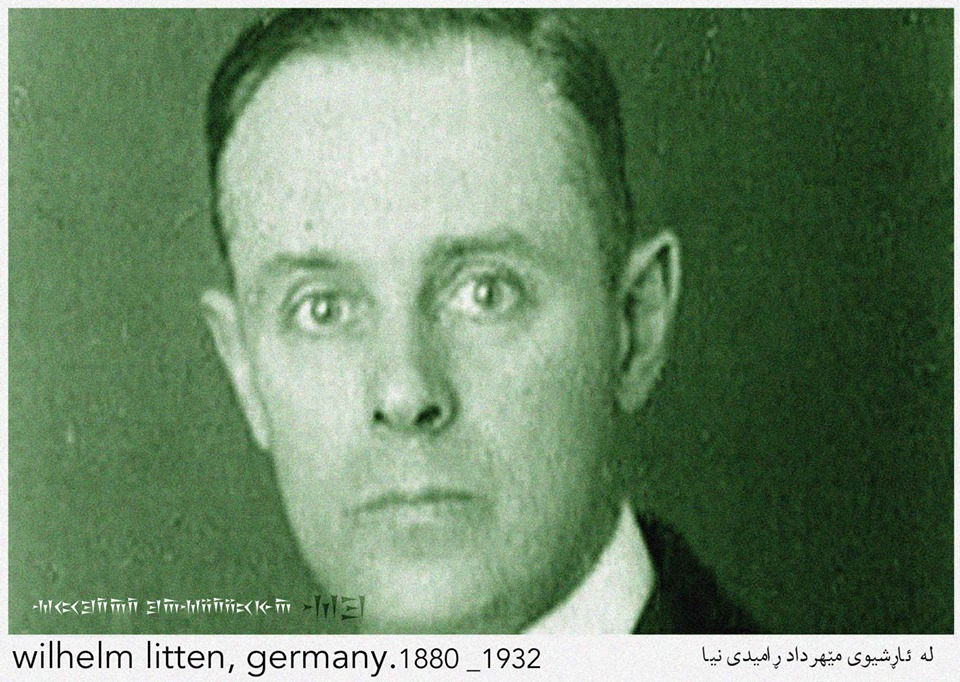
Wilhelm Litten

Wilhelm Litten (* 5. August 1880 in St. Petersburg; † 28. Januar 1932 in Bagdad) war ein deutscher Diplomat, Orientalist, Schriftsteller und Übersetzer. Während seiner Zeit als Dragoman an der deutschen Gesandtschaft in Teheran sammelte er Materialien, aus denen er landeskundliche, kultur- und wirtschaftsgeschichtliche Studien erarbeitete. Während des Ersten Weltkriegs wurde er Anfang 1916 Zeuge der Todesmärsche der Armenier im Osmanischen Reich. Sein Bericht Der Weg des Grauens ist eine Quelle zum Völkermord an den Armeniern. Nach dem Krieg war Litten weiter im diplomatischen Dienst tätig. Er war von 1920 bis 1924 Konsul in Libau und ab 1928 in Bagdad, sowie nach Aufnahme diplomatischer Beziehungen mit dem Irak dort auch Geschäftsträger des Deutschen Reichs.

## Leben

### Studium
Litten besuchte Gymnasien in Pforzheim, Neustadt an der Haardt und Steglitz. Er legte am 24. Februar 1899 sein Abitur ab und studierte von 1899 bis 1902 in Berlin und am Seminar für Orientalische Sprachen in Berlin Rechtswissenschaft, Neuere Sprachen, Türkisch, Persisch und Arabisch. Am 13. Juli 1901 absolvierte er die Diplomprüfung in der türkischen Sprache und am 28. April 1902 die juristische Dekanatsprüfung.

### Als Dragoman im Auswärtigen Dienst
Am 31. Mai 1902 wurde Litten in den Auswärtigen Dienst (Dragomanatsdienst) einberufen. Er war an der deutschen Gesandtschaft in Teheran als Dragomanats-Aspirant tätig und ab Oktober 1907 als Dragoman der Gesandtschaft. Zwischenzeitlich ließ er sich von Mai 1904 bis Oktober 1905 beurlauben und absolvierte seinen Militärdienst als Einjährig-Freiwilliger. Ab Oktober 1907 war er Leutnant der Reserve. 1909 war er kurzzeitig in Konstantinopel eingesetzt. Litten nutzte seine Zeit in Teheran, um sich mit den politischen und wirtschaftlichen Verhältnissen des Irans vertraut zu machen und Unterlagen zu sammeln. 1913/14 absolvierte er die Konsulatsprüfung und legte dabei eine Arbeit „Fremde Kapitalsanlagen in Persien, insbesondere die Möglichkeiten und Aussichten deutscher Kapitalinvestierung daselbst“ in französischer Sprache vor, die in deutscher Übersetzung und überarbeiteter Form 1920 unter dem Titel Persien – von der „pénétration pacifique“ zum „Protektorat“ [...] erschien. In Teheran heiratete Litten am 20. September 1913 Tilli Struck.

### Im Ersten Weltkrieg
Nach bestandenem Examen wurde Litten im Februar 1914 nach Täbris geschickt, um dort ein deutsches Konsulat zu eröffnen und zu verwalten. Die Ernennung zum Konsul erfolgte dann am 1. April 1914. Nach dem Ausbruch des Ersten Weltkriegs befand er sich damit im russisch besetzten, feindlichen Ausland. Nach dem Kriegseintritt des Osmanischen Reiches schützte ihn auch sein Status als Konsul nicht mehr vor Verhaftung und er floh mit seiner Frau in das amerikanische Konsulat. Nachdem kurdische Stämme aus dem Grenzgebiet zwar bis nach Täbris vorgestoßen waren, sich dort aber nicht gegenüber den Russen behaupten konnten, verließ Litten Täbris am 28. Januar 1915 mit den abrückenden Kurden. Ab dem 26. April 1915 war er wieder an der Deutschen Gesandtschaft in Teheran. Seit dem 15. November 1915 beurlaubt, verließ er Ende November mit der deutschen Gesandtschaft Teheran und war ab dem 4. Dezember militärverpflichtet.
Ab dem 7. Januar 1916 befand sich Litten als Reserveoffizier beim Stab von Generalfeldmarschall Colmar Freiherr von der Goltz in Bagdad, wo er bereits am 1. Dezember 1915 eingetroffen war. Am 17. Januar begab er sich auf eine Reise nach Berlin, um dort einen Lagevortrag über Persien zu halten. Unterwegs traf er auf deutsche Offiziere, die ihm berichteten, zwischen Aleppo und Deir ez-Zor zahlreiche tote Armenier und Grausamkeiten beobachtet zu haben. Litten selbst wurde zwischen 23. Januar und 6. Februar 1916 auf dem Weg nach Aleppo Augenzeuge der Todesmärsche der Armenier:

„Ein großer Armeniertransport war hinter Sabha an mir vorbeigekommen, von der Gendarmeriebedeckung zu immer größerer Eile angetrieben, und nun entrollte sich mir in leibhaftiger Gestalt das Trauerspiel der Nachzügler. Ich sah am Wege Hungernde und Dürstende, Kranke, Sterbende, soeben Verstorbene, Tausende neben den frischen Leichen; und wer sich nicht schnell von der Leiche des Angehörigen trennen konnte, setzte sein Leben aufs Spiel, denn die nächste Station oder Oase liegt für den Fußgänger drei Tagesmärsche entfernt. Von Hunger, Krankheit, Schmerz entkräftet taumeln sie weiter, stürzen, bleiben liegen.“

Sein Bericht, den er für den deutschen Konsul in Aleppo, Walter Rößler, anfertigte und den dieser an den deutschen Reichskanzler Theobald von Bethmann Hollweg weiterleitete, dokumentiert den Völkermord an den Armeniern. Unter dem Titel Der Weg des Grauens veröffentlichte Johannes Lepsius den Bericht 1920 in seiner Zeitschrift Der Orient.
Seit dem 2. März zurück in Deutschland leistete Litten ab dem 6. März 1916 Kriegsdienst, ab 8. April als Kompanieführer und ab dem 16. April im Rang eines Oberleutnants der Reserve. Er wurde bei Verdun und an der Somme eingesetzt, am 27. Juli 1916 verwundet, von den Briten gefangengenommen und zweimal am durchschossenen Oberschenkel operiert und im Dezember 1916 über die Schweiz ausgetauscht. Ab Juni 1917 bis Juli 1918 hielt er sich offiziell an der deutschen Gesandtschaft Bern auf, wo er die Orientalia bearbeitete. Er kehrte nach Deutschland zurück, erhielt im Januar 1918 das Eiserne Kreuz I. Klasse und arbeitete in der Abteilung IA (Politik) im Auswärtigen Amt in Berlin. Im Oktober 1918 versuchte er vergeblich, nach Täbris zu gelangen, um dort seinen Dienst wieder anzutreten. Im November 1918 kehrte er nach Berlin zurück.

### Konsul in Libau und Bagdad
In Berlin am 20. November 1918 angekommen, war Litten zunächst ohne Verwendung. Ab dem 30. April 1919 war er vom Auswärtigen Amt als Referent für Auswärtige Angelegenheiten dem von Rudolf Nadolny geleiteten Büro des Reichspräsidenten Ebert unterstellt. Am 23. September 1919 wurde er der Deutsch-Persischen Gesellschaft in Berlin zugeteilt, die er mitbegründet hatte und als deren Generalsekretär er ab dem 1. Oktober fungierte. Die Gesellschaft unterhielt bis zu ihrer Auflösung 1932 einen Informationsdienst, der Meldungen aus der persischen Presse verarbeitete.
Am 2. März 1920 wurde Litten in den einstweiligen Ruhestand versetzt. Im Juli 1920 nahm er eine kommissarische Beschäftigung als Konsul z. D. in Auswärtigen Amt auf und bearbeitete in der Abt. III (Südosteuropa) die rumänischen und bulgarischen Angelegenheiten. Im November 1920 wurde er zum Leiter eines außerplanmäßigen Konsulates im lettischen Libau ernannt, das er von 1. Januar 1921 bis zu dessen Auflösung im Oktober 1924 leitete. Zurück im Auswärtigen Amt in Berlin arbeitete er in der Abteilung III (Britisches Reich, Amerika, Orient). 1925/27 lehrte er als außerplanmäßiger nebenamtlicher Dozent am Orientalischen Seminar der Universität Berlin. Im Juli 1928 ging Litten als Konsul I. Klasse nach Bagdad. Am 5. Dezember 1929 wurde er mit der Aufnahme diplomatischer Beziehungen zwischen dem Deutschen Reich und dem Irak dort zugleich Geschäftsträger.

## Schriften
- Die neue persische Verfassung. Übersicht über die bisherige gesetzgeberische Arbeit des persischen Parlaments. In: Beiträge zur Kenntnis des Orients: Jahrbuch der Münchener Orientalischen Gesellschaft. 6 (1908), S. 1–51; (online auf archive.org)
  - Reprint als Die neue persische Verfassung. Übersicht über die bisherige gesetzgeberische Arbeit des persischen Parlaments - Teheran 1907. epubli GmbH, Berlin 2014, ISBN 3-7375-0183-1.
- Einführung in die persische Diplomatensprache. Reimer, Berlin 1919. (Online-Ausgabe Halle, Saale: Universitäts- und Landesbibliothek Sachsen-Anhalt, 2012).
- Persisch. Eine verkürzte Methode, Toussaint-Langenscheidt. Langenscheidt, Berlin 1919.
- Persien von der „pénétration pacifique“ zum „Protektorat“. Urkunden und Tatsachen zur Geschichte der europäischen „pénétration pacifique“ in Persien 1860–1919. W. de Gruyter, Berlin 1920. (Online-Ausgabe Halle, Saale: Universitäts- und Landesbibliothek Sachsen-Anhalt, 2011).
- Wer hat die persische Neutralität verletzt? 14 Punkte zur Frage der persischen Neutralität und zur persischen schwarzen Liste; nebst 320 wortgetreuen amtlichen diplomatischen Schriftsätzen zur Aufklärung über die Kriegsführung an der östlichen Front. Ver. wiss. Verl, Berlin & Leipzig 1920.
- Lettisch. Eine verkürzte Methode Toussaint-Langenscheidt. Langenscheidtsche Verlagsbuchhandlung, Berlin-Schöneberg 1924.
- Persische Flitterwochen. Mit 64 Abbildungen, 5 Schrifttafeln und 6 Kartenskizzen. Georg Stilke, Berlin 1925.
  - Auszug (S. 293–329): Der Todesgang des armenischen Volkes. epubli, Berlin 2014, ISBN 978-3-7375-0342-6.
- (Hrsg.): Das Drama in Persien. De Gruyter, Berlin & Leipzig 1929. (Online-Ausgabe Halle, Saale: Universitäts- und Landesbibliothek Sachsen-Anhalt, 2012)
- Was bedeutet Chäjjam? Warum hat Omar Chäjjam, der Verfasser der berühmten persischen Vierzeiler, gerade diesen Dichternamen gewählt? De Gruyter, Berlin & Leipzig 1930.